# Курганы (Вологодская область)
Курганы — деревня в Кирилловском районе Вологодской области.
Входит в состав Ферапонтовского сельского поселения (с 1 января 2006 года по 13 апреля 2009 года входила в Суховерховское сельское поселение), с точки зрения административно-территориального деления — в Суховерховский сельсовет.
Расстояние до районного центра Кириллова по автодороге — 7 км, до центра муниципального образования Ферапонтово по прямой — 10 км. Ближайшие населённые пункты — Шортино, Шумилово, Горяйново.
По данным переписи в 2002 году постоянного населения не было.